# Gymnobela aquilarum
Gymnobela aquilarum är en snäckart som först beskrevs av Watson 1881.  Gymnobela aquilarum ingår i släktet Gymnobela och familjen kägelsnäckor. Inga underarter finns listade i Catalogue of Life.